# Église Saint-Pardoux de Saint-Pardoux-Morterolles
Pour les articles homonymes, voir Église Saint-Pardoux.
L'église Saint-Pardoux est une église située à Saint-Pardoux-Morterolles, dans le département français de la Creuse en France. Construite au XIIe siècle, elle est inscrite au titre des monuments historiques en 1926.

## Localisation
L'église est située sur la commune de Saint-Pardoux-Morterolles dans le département français de la Creuse en région Nouvelle-Aquitaine.

## Historique
L'église a été construite au XIIe siècle.
L'édifice est inscrit au titre des monuments historiques en 1926.